# Fifo
Fifo byl slovenský časopis zpočátku zaměřený na výhradně uživatele počítačů Sinclair ZX Spectrum a kompatibilní, později se přeorientoval i na další značky počítačů. Dá se říct, že to byl první herní časopis v Československu, první číslo časopisu vyšlo začátkem roku 1990 a celá polovina prvního čísla byla věnována hrám. Poslední číslo časopisu vyšlo v dubnu 1993. Celkem bylo vydáno 26 čísel časopisu. Časopis vycházel šestkrát ročně. Název časopisu pochází z programátorské zkratky FIFO pro práci s frontou.
Do časopisu přispívali především Jozef Paučo, Pavel Albert, O. Lupták a bratři Gemrotové. Herním šéfredaktorem časopisu byl Petr Lukáč, zástupce firmy Luxus Software Ostrava.
Časopis se od počátku věnoval i jiným tématům než herním, objevovaly se v něm kurzy programování a popisy hardware a užitkových programů. Postupně ale začal herní obsah převládat, poslední čísla časopisu byla zaměřena na hry téměř výhradně.
V průběhu času časopis v souladu s postupnou změnou zaměření vystřídal několik podtitulů. Od prvního čísla byl uveden jako Fifo - Sinclair magazín, od čísla tři se podtitul změnil na Didaktik Gama + Sinclair Magazín, od čísla sedm byl podtitul Specializovaný časopis pro uživatele mikropočítačů ZX Spectrum, Delta, SAM coupé, Didaktik Gama a Didaktik M, od čísla 17 Časopis hlavně pro uživatele mikropočítačů Didaktik M, Gama a ZX Spectrum, číslo 22 vyšlo s podtitulem Časopis pro uživatele domácích mikropočítačů a od čísla 23 podtitul zněl Časopis pro uživatele domácích mikropočítačů všech značek.